# بحيرة لوك ناي
بحيرة لوك ينج 
وتبلغ مساحتها 392 كيلومترا مربعا (151 ميلا مربعا) ، وهي أكبر بحيرة في الجزر البريطانية [4] [5] ، وتعد من بين أكبر البحيرات الأربعين في أوروبا. يقع عشرين ميلا (30 كم) إلى الغرب من مدينة بلفاست، وهو ما يقرب من عشرين ميلا (30 كيلومترا) لفترة طويلة وتسعة أميال (15 كلم) واسعة. أنها ضحلة جدا حول الهوامش وعمق المتوسط في الجزء الرئيسي من البحيرة حوالي 9 أمتار (30 قدما) ، وعلى الرغم من أن أعمالها في أعمق بحيرة حوالي 25 مترا (80 قدما) العميق.
```
 جزر كوني جزيرة هيدرولوجيا كم 4550 متر مربع منطقة مستجمعات المياه ، حوالي 9 ٪ تقع في 
جمهورية أيرلندا
 و 91 ٪ في 
أيرلندا الشمالية
 ؛ [6] تماما يتم تصريف 43 ٪ من مساحة اليابسة في أيرلندا الشمالية في الألواح، [7] والتي في حد ذاته تدفقات من الشمال إلى البحر عبر نهر 
بان
. باعتباره واحدا من مصادره هو بان العليا، يمكن أن الألواح نفسها تعتبر جزءا من بان .  
```

والبلدات والقرى بالقرب من الألواح تشمل كريجافون، أنتريم، كروملين، راندالستون، تومي بريدج، بوليرونان، بولندري، مورتون، أردبوي، ماغري، وورغان ،ماغريفلت .

## معرض صور

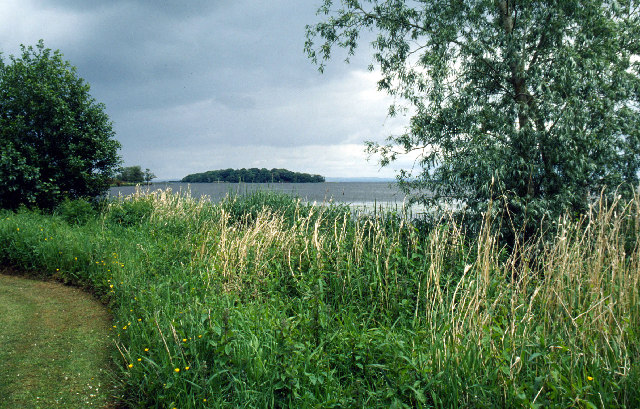
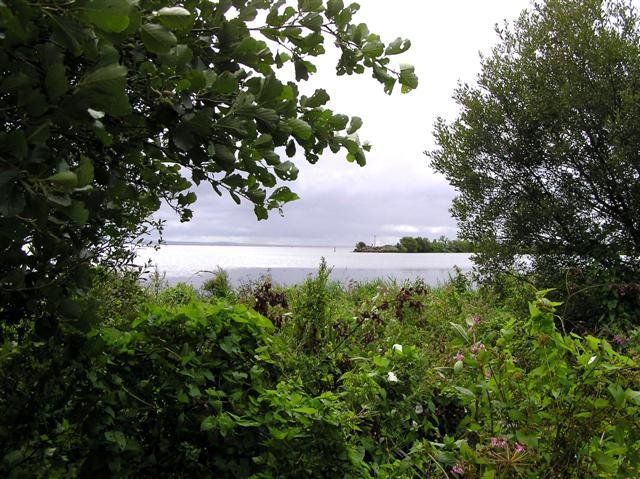
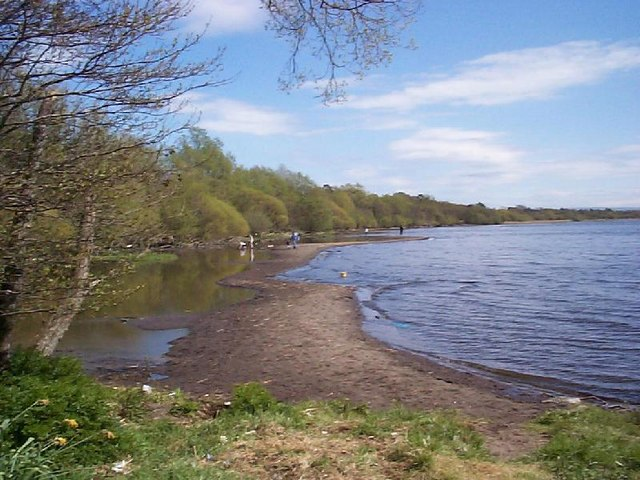
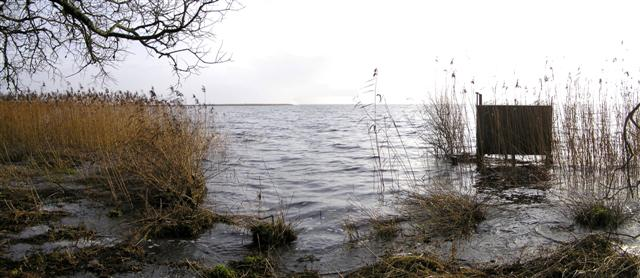
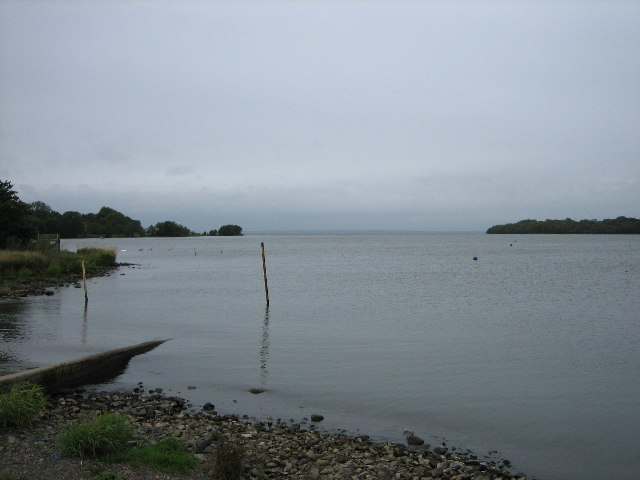
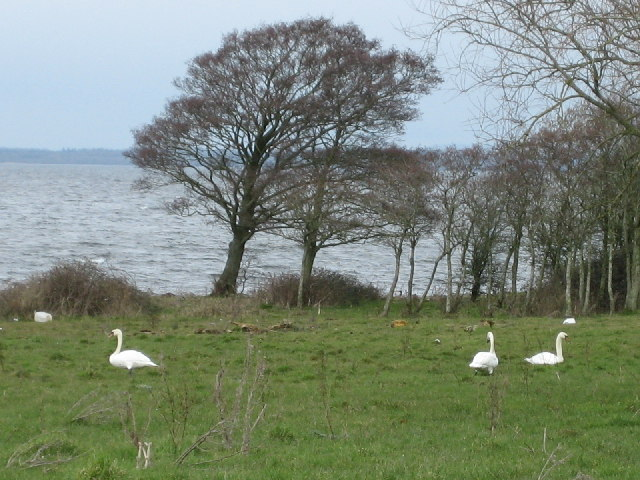